# Anoteropsis westlandica
Anoteropsis westlandica är en spindelart som beskrevs av Vink 2002. Anoteropsis westlandica ingår i släktet Anoteropsis och familjen vargspindlar. Inga underarter finns listade i Catalogue of Life.